# Суровое испытание (фильм, 2011)
«Суровое испытание» (кор. 도가니, нр. Dogani, англ. The Crucible) — южнокорейский фильм 2011 года режиссёра Хван Дон Хёка. Экранизация одноимённого романа Кон Джи Ён 2009 года. Основан на реальных событиях, произошедших в школе Gwangju Inhwa для слабослышащих, где ученики подвергались многократному насилию со стороны учителей и руководства школы в начале 2000-х годов.

## Сюжет
Кан Ин Хо — новый учитель рисования в Benevolence Academy, школе для детей с нарушением слуха в вымышленном городке Муджин, в провинции Чолла-Пукто. Его прошлое безрадостно: год назад его жена покончила с собой, а больная дочь находится на попечении его матери. Он рад возможности преподавать новым ученикам, однако дети держатся отчуждённо, стараясь не сталкиваться с ним по мере возможности. Ин Хо не сдаётся и пытается показать, что ему не всё равно. Когда дети наконец открываются ему, Ин Хо узнаёт шокирующую и уродливую правду о школе и о том, что им приходится втайне выносить: дети подвергаются физическому и сексуальному насилию со стороны учителей. Когда он решает бороться за права детей и разоблачить преступления, совершаемые в школе, Ин Хо объединяется с правозащитницей Со Ю Джин, но вскоре они понимают, что директор школы и учителя, и даже полиция, прокуроры и церковь, на самом деле пытаются скрыть правду.

## В ролях
- Кон Ю — Кан Ин Хо
- Чон Юми — Со Ю Джин
- Ким Хён Су — Ён Ду
- Чон Ин Со — Ю Ри
- Пэк Сын Хван — Мин Су
- Ким Джи Ён — мать Ин Хо
- Чан Гван — директор школы Ли и его близнец
- Ким Мин Сан — Пак По Хён
- Лим Хён Сон — Ён Хун
- Ким Джу Рён — Юн Джа Э
- Ом Хё Соп — офицер полиции Чан
- Чон Гук Хван — адвокат Хван
- Чхве Джин Хо — прокурор
- Квон Ю Джин — судья
- Пак Хе Джин — жена директора
- Ким Джи Ён — Соль И (дочь Ин Хо)
- Ом Джи Сон — Ён Су
- Ли Сан Хи — владелец автомастерской
- Нам Мён Нёль — профессор Ким Джон У
- Чан Со Ён — сурдопереводчик в зале суда
- Хон Сок Ён — охранник в школе

## История
Gwangju Inhwa — школа для детей с нарушением слуха, основанная в 1961 году в городе Кванджу, Южная Корея.
Согласно расследованию, проведённому в 2005 году, шесть учителей, включая директора школы, в течение пяти лет подвергали сексуальным домогательствам и изнасилованию как минимум девять глухонемых учеников. В 2005 году вновь назначенный учитель сообщил группам правозащиты, что директор изнасиловал девушку в своём кабинете, а администратор трогал 22-летнего учащегося. Ещё один работник изнасиловал двух мальчиков в возрасте 7 и 9 лет, и поцеловал 9-летнюю девочку. Учитель впоследствии был уволен. Девять жертв дали показания, но ещё больше предположительно скрыли преступления в страхе перед последствиями или же из-за травмы. Четыре месяца спустя полиция начала расследование, только после того, как бывшие ученики обратились к национальному телеканалу. В то время как власти города Кванджу и школьный совет перекладывали ответственность друг на друга, ученики и их родители в течение восьми месяцев устраивали сидячую забастовку перед их офисом, призывая к справедливости.
Из шести виновных четверо получили тюремное заключение, а двое других были немедленно освобождены, поскольку срок давности их преступлений истёк. Местный суд приговорил директора (сын основателя школы) к пяти годам лишения свободы, а четверо других получили относительно суровые наказания. Но апелляционный суд изменил первоначальное решение, назначив директору условный срок и штраф в размере 3 миллионов, и смягчил наказания остальным. Из тех, кто получил тюремный срок, двое вышли на свободу меньше чем через год после того, как их сроки были приостановлены. Четверо из шести учителей вернулись в школу. Дело не привлекло особого внимания прессы в 2005 году. Жертвы и правозащитники критиковали слабые меры, предпринятые против обидчиков.

## Влияние
Реальные события подвигли автора Кон Джи Ён на написание романа «Суровое испытание», опубликованного в 2009 году. Актёр Кон Ю прочёл его во время службы в армии, после чего посоветовал директору своего агентства. После его возвращения из армии они обратились к писательнице за авторскими правами и стали искать инвесторов для адаптации романа. Фильм вышел на экраны в сентябре 2011 года и стал кассовым хитом, который посмотрело 4,6 миллиона зрителей, почти одна десятая населения Южной Кореи. Огромный общественный резонанс побудил полицию вновь открыть дело и провести специальное расследование. Один из свидетелей, 71-летний бывший учитель Ким Ён Иль заявил, что в 1964 году заместитель директора долгое время морил голодом 7-летнего мальчика, а потом избил его до смерти. После чего заместитель, ещё один учитель и Ким закопали тело на горе примерно в 7 километрах от школы. А через полгода погибла 6-летняя девочка. Её морили голодом так, что она ела обои на стенах. Пожилая женщина, что за ней присматривала, сбросила её с высоты и девочка умерла. Ким сообщил об этом полиции, но ему не поверили, так как не нашли тел. После этого директор и заместитель директора, которые были братьями, заперли его в комнате и избивали в течение 5 дней. Ким покинул школу в 1968 году. Другие выпускники утверждали, что сын председателя совета директоров заставил двух учениц раздеться и нарисовал их обнажённые картины в 1975 году, добавив, что в настоящее время обидчик преподаёт рисование в другой школе города.
Несколько учителей признали свою вину, в том числе 63-летний бывший администратор школы. В июле 2012 года окружной суд Кванджу приговорил его к 12 годам лишения свободы за изнасилование 18-летнего учащегося в апреле 2005 года. Ему также было предъявлено обвинение в физическом насилии над другим 17-летним учащимся, который стал свидетелем преступления (по сообщениям, жертва позже пыталась покончить с собой). Администратору, которого идентифицируют только по фамилии Ким, также приказано носить электронный браслет в течение 10 лет после освобождения.
В конце октября 2011 года Национальное собрание Кореи приняло пересмотренный законопроект, получивший название «Закон Тогани» (в честь корейского названия фильма), который отменяет срок давности для сексуальных преступлений против детей младше 13 лет и инвалидов. Новый закон также увеличивает наказание за изнасилование детей младшего возраста и инвалидов, вплоть до пожизненного срока, и отменяет положение, требующее, чтобы жертва доказала, что «не могла оказать сопротивление» по причине инвалидности. Если правонарушитель является руководителем или сотрудником благотворительной или образовательной организации для инвалидов, будет вынесен дополнительный приговор.
В ноябре 2011 года, через два месяца после выхода фильма, город Кванджу официально закрыл школу.

## Приём
В Корее фильм занимал первое место в течение трёх недель подряд и собрал 35 миллиардов вон за 14 недель проката.
После выхода фильма, одноимённый роман автора Кон Джи Ён возглавил списки национальных бестселлеров впервые за два года. Правившая консервативная партия «Ханнара» затем призвала провести расследование в отношении Кон Джи Ён за участие в «политической деятельности», что было встречено насмешками.
7 декабря 2011 года Институт экономических исследований Samsung (SERI) опубликовал ежегодный опрос рыночных аналитиков и почти 8000 потребителей. По его результатам фильм «Суровое испытание» вошёл в список «Десяти главных хитов Кореи в 2011 году».

## Награды
| Год  | Награда                      | Категория                    | Получатель          | Результат |
| ---- | ---------------------------- | ---------------------------- | ------------------- | --------- |
| 2011 | Голубой дракон               | Лучший фильм                 | «Суровое испытание» | Номинация |
| 2011 | Голубой дракон               | Лучший режиссёр              | Хван Дон Хёк        | Номинация |
| 2011 | Голубой дракон               | Лучший актёр                 | Кон Ю               | Номинация |
| 2011 | Голубой дракон               | Лучшая актриса               | Чон Ю Ми            | Номинация |
| 2011 | Голубой дракон               | Лучший актёр второго плана   | Чан Гван            | Номинация |
| 2011 | Голубой дракон               | Лучший сценарий              | Хван Дон Хёк        | Номинация |
| 2011 | Голубой дракон               | Лучший композитор            | Моуг                | Победа    |
| 2011 | Голубой дракон               | Самый популярный актёр       | Кон Ю               | Победа    |
| 2012 | Baeksang Arts Awards         | Лучший актёр                 | Кон Ю               | Номинация |
| 2012 | Grand Bell Awards            | Лучший фильм                 | «Суровое испытание» | Номинация |
| 2012 | Grand Bell Awards            | Лучшая актриса второго плана | Ким Хён Су          | Номинация |
| 2012 | KOFRA Film Awards            | Лучший фильм                 | «Суровое испытание» | Победа    |
| 2012 | Udine Far East Film Festival | Audience Award               | Хван Дон Хёк        | Победа    |
| 2012 | Udine Far East Film Festival | Black Dragon Audience Award  | Хван Дон Хёк        | Победа    |